# Rozvaděč (elektrotechnika)

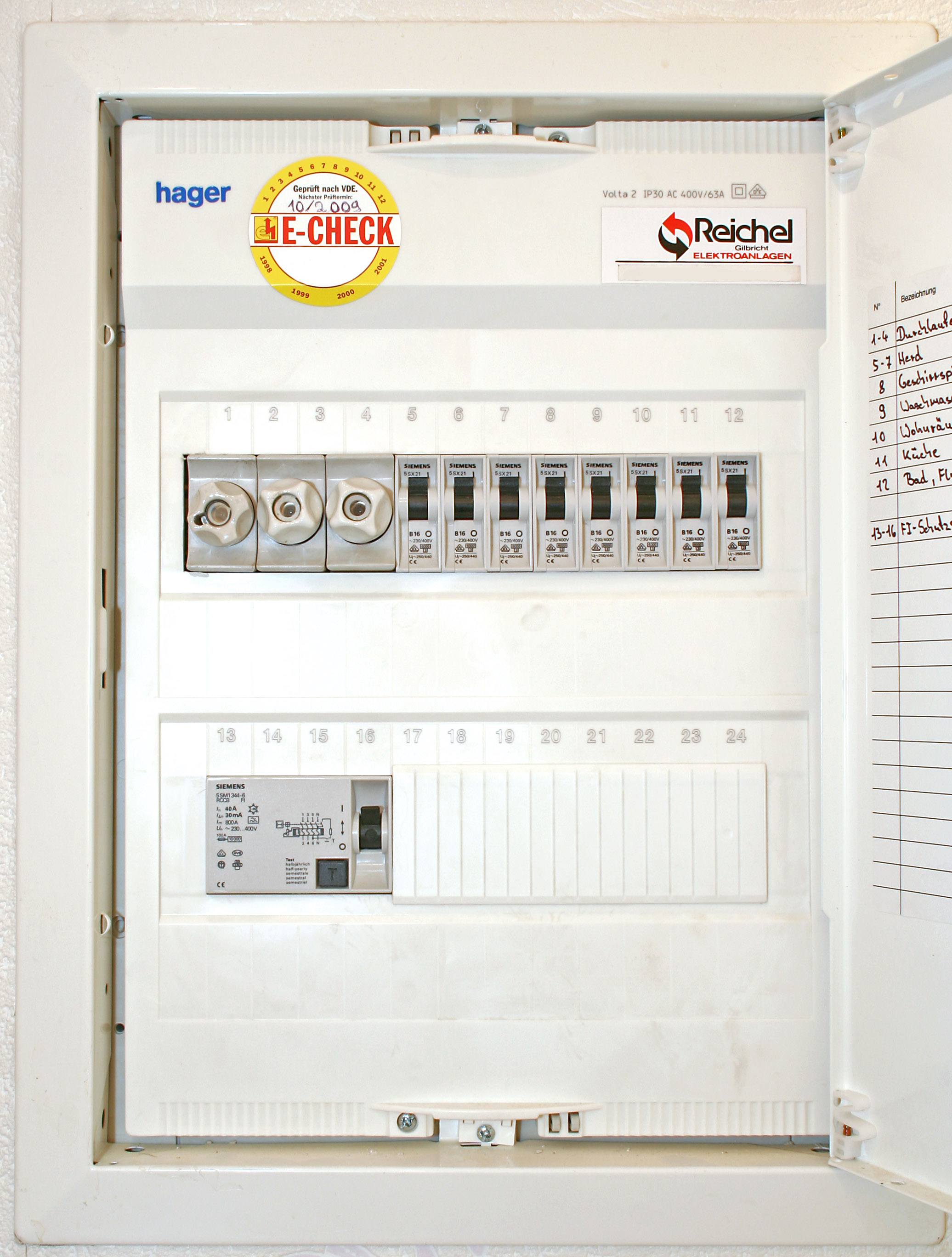
Domovní rozvaděč s třemi pojistkami, osmi jističi a jedním proudovým chráničem

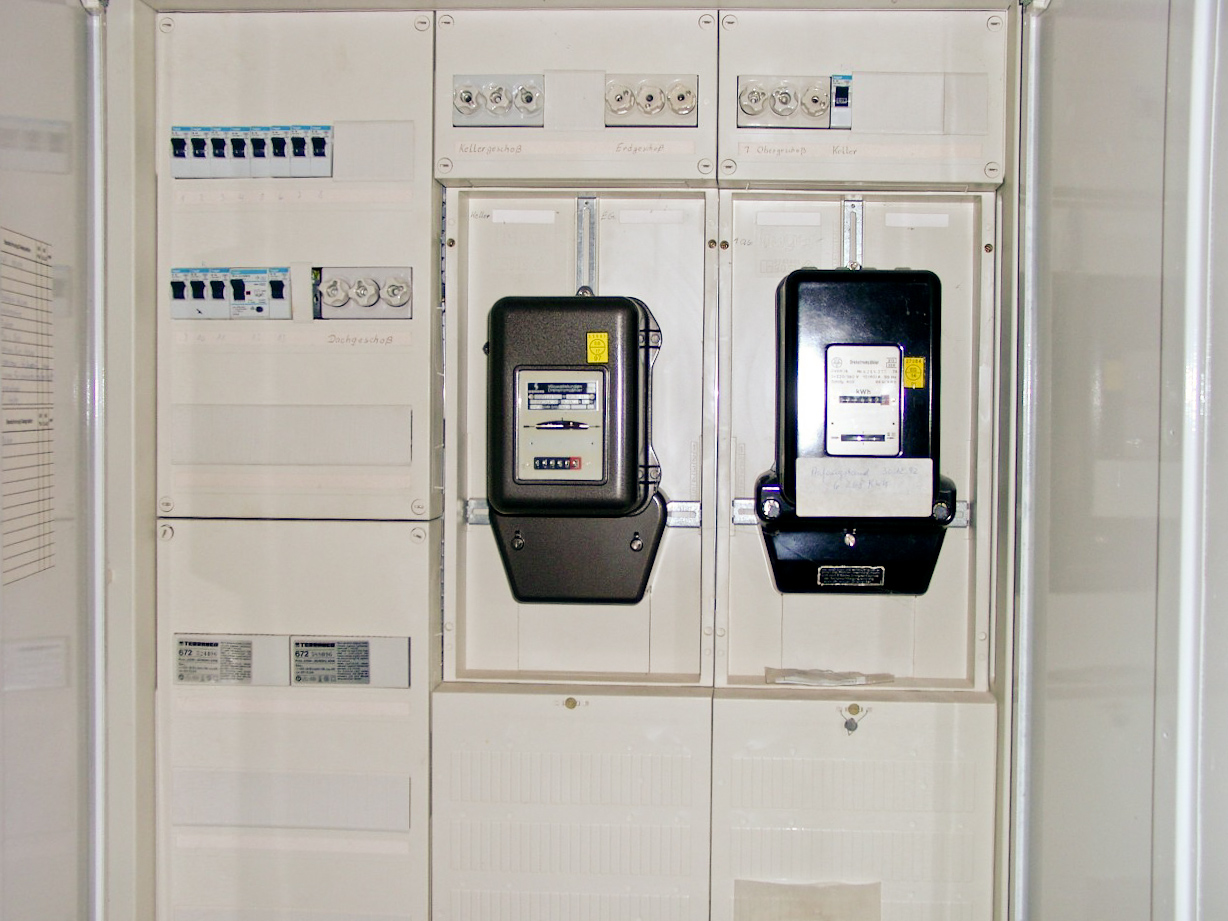
Domovní rozvaděč

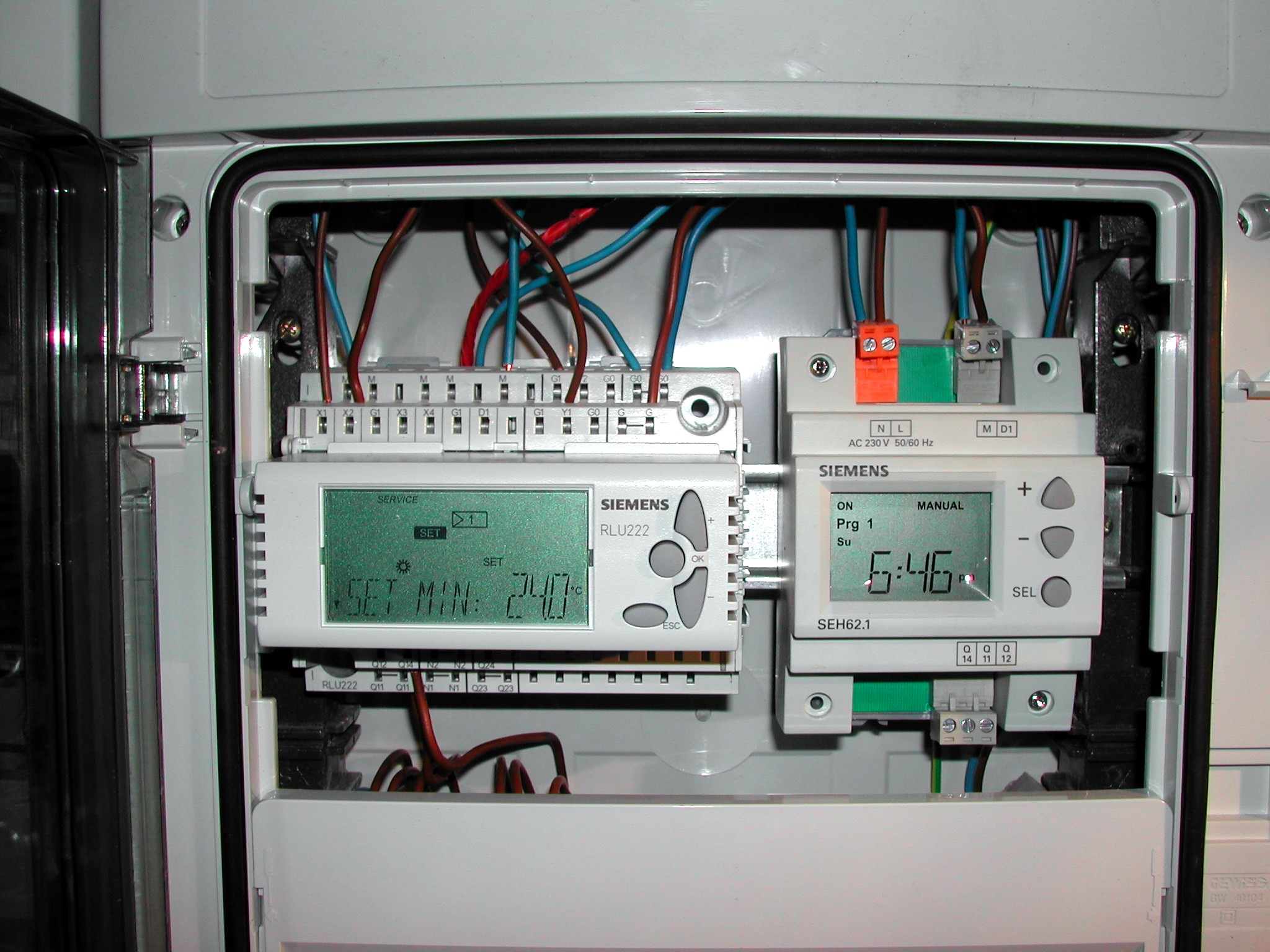
Rozvodnice s regulačními přístroji na DIN-liště

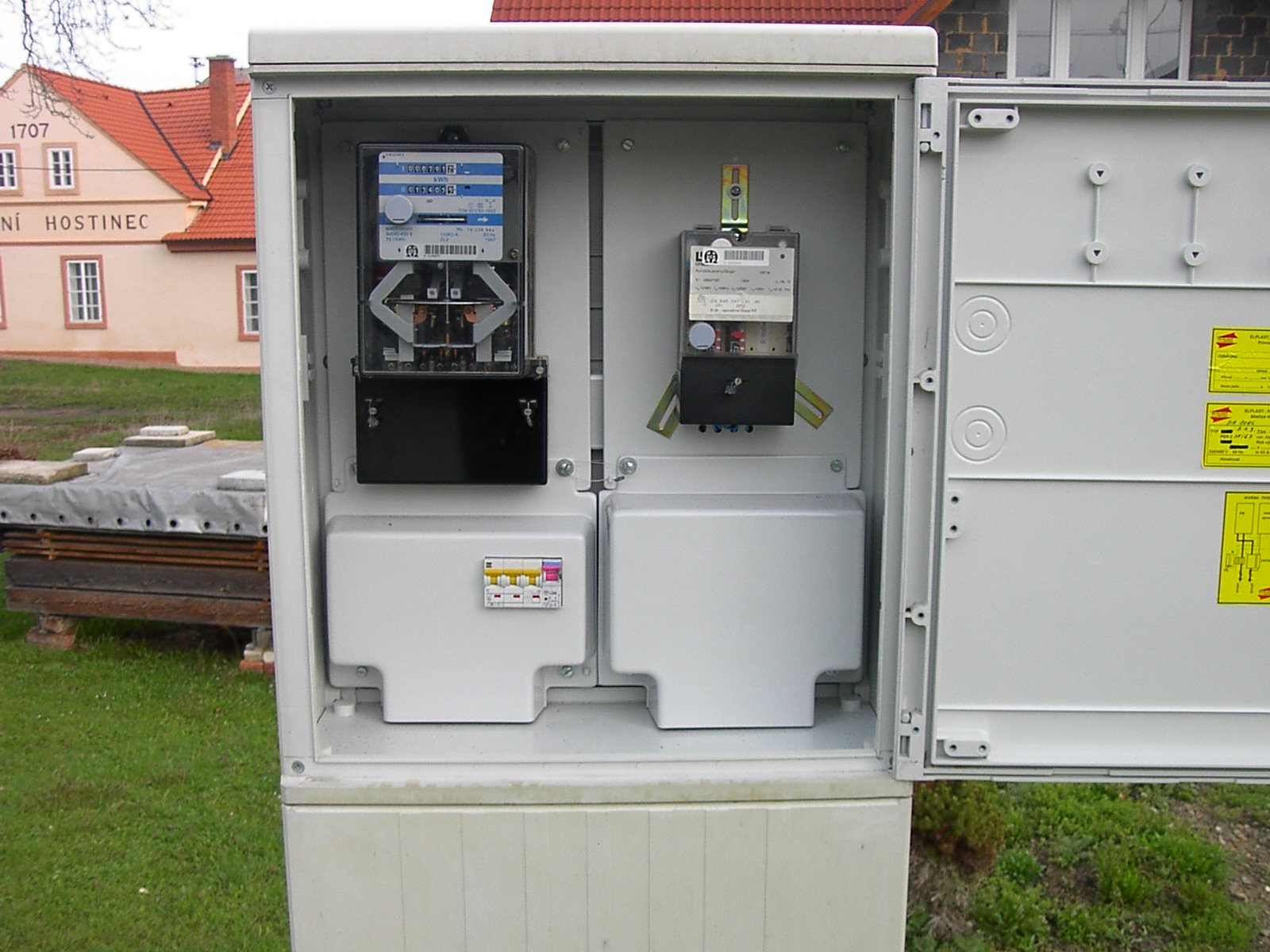
Elektroměrový rozváděč v plastovém pilíři na hranici pozemku

Rozváděč či rozvaděč v elektrotechnice je skříň, do které je zavedeno několik kabelů a která obsahuje elektrické přístroje pro jištění, měření a ovládání elektroinstalace. Přívodních i odchozích kabelů může být větší množství. Vstupuje napájecí kabel a kabely od různých snímačů, čidel, ovladačů. Vystupují kabely k dalším (podružným) rozvaděčům, k jednotlivým spotřebičům (elektrický sporák), nebo zásuvkovým a světelným okruhům.

## Název
Internetová jazyková příručka Ústavu pro jazyk český uvádí ve slovníkové části jako základní variantu tvar rozváděč a připouští i rozvaděč. Z tištěných slovníků odkazuje pouze na Slovník spisovného jazyka českého, který uvádí pouze variantu rozváděč. Internetová příručka konstatuje, že variantu rozvaděč příručky neuvádějí, ale že v praxi se však užívá natolik běžně, že ji nelze hodnotit jako chybnou. Akademická pravidla českého pravopisu uvádějí ve slovníkové části rovněž pouze variantu rozváděč. V obecném výkladu uvádí Internetová jazyková příručka toto slovo mezi slovy, u nichž jsou možné obě varianty (vedle slov slévač/slevač, napomáhatel/napomahatel, odesílatel/odesilatel, umývadlo/umyvadlo, písárna/pisárna, umývárna/umyvárna). ČSN EN 61439-1 používá tvar rozváděč.
Z obdobných příbuzných slov: zavaděč (IJČ vůbec neuvádí), uvaděč/uváděč (IJP uvádí jen krátkou variantu a dlouhou vůbec nezmiňuje, SSJČ a SSČ obě varianty s preferencí dlouhé varianty jako základní), přiváděč/přivaděč (IJP i SSJČ uvádí obě varianty, dlouhou jako základní, avšak krátkou variantu označuje IJP jako častější), převaděč/převáděč (IJP uvádí pro životný i neživotný význam obě varianty, dlouhou jako základní, PČP i SSJČ uvádějí jen dlouhou variantu).

## Rozvaděč a normy
Jako takřka na vše v elektrotechnice platí i pro rozvaděče nízkého napětí normy. V současnosti (srpen 2012) stále ještě platí normy řady ČSN EN 60 439-X (X je zástupný znak pro konkrétní normu z řady). Tato řada norem je postupně nahrazována normami z řady ČSN EN 61 439-X, zatím platí souběžně původní i nové normy. Přitom normy ČSN EN 61 439-1 Rozváděče nízkého napětí – Část 1: Všeobecná ustanovení a ČSN EN 61 439-2 Rozváděče nízkého napětí – Část 2: Výkonové rozváděče byly v roce 2012 vydány už v druhé edici. Jedná se samozřejmě o tzv. harmonizované normy, české znění je obsahově shodné s normami platnými v ostatních zemích EU.
Uvedené normy definují rozváděč nn jako: kombinaci jednoho nebo více spínacích přístrojů nn spolu s přidruženými řídicími, měřicími, signalizačními, ochrannými, regulačními zařízeními, se všemi vnitřními elektrickými a mechanickými propojeními a konstrukčními částmi.
Normy dále stanoví mj., že každý rozvaděč musí být označen identifikačním (dříve výrobním) štítkem, znakem CE a musí pro něj být zpracováno ES prohlášení o shodě.

## Konstrukce rozvaděčů
Rozvaděče pro instalace v budovách jsou univerzální skříně umožňující montáž přístrojů různých výrobců. Proto jsou osazeny jednou nebo několika nosnými lištami. Dnes takřka výhradně v provedení jako takzvaná DIN-lišta (TS35). Základní způsoby montáže rozvaděčů jsou:
- Do zdi – kabely jsou skryté ve stavebních konstrukcích: pod omítkou, v dutinách sádrokartonových stěn
- Na stěnu – kabely jsou vedeny na povrchu stěn v elektroinstalačních žlabech, elektroinstalačních lištách a trubkách

Skříně rozvaděčů jsou z plastu nebo z ocelového plechu. Dveře rozvaděče mohou být plné, neprůhledné, ale tam, kde je to z estetického hlediska únosné, je lepší použít dveře průhledné. Umožní to kontrolu provozního stavu přístrojů i na dálku. Jsou prostě vidět kontrolky vzdálených zařízení jako jsou čerpadla nebo kotel, nastavení spínacích hodin i vypnuté chrániče a jističe. Malé domovní rozvaděče pro jednu řadu přístrojů, do 12 modulů (1 modul na DIN-liště odpovídá 17,5 mm šířky) se označují jako rozvodnice. Úplně nejmenší rozvodnice, pro jeden až čtyři moduly, většinou bez dvířek se označují jako „kryty jističů“. Rozdělení rozvaděč-rozvodnice-kryt jističů se často používá v propagačních materiálech výrobců. Není ale normalizováno, takže se v podkladech různých výrobců liší. Běžné rozvaděče pro instalaci v budovách jsou určeny do suchého prostředí ai při otevřených dveřích musí umožnit obsluhu osobám bez elektrotechnické kvalifikace. Stupeň krytí je nejčastěji IP20. Odnímatelná čelní stěna, která brání v přístupu k živým částem obvodů většinou umožňuje zaplombování. Pro umístění ve vlhkých prostorách se vyrábějí rozvaděče, které mají při zavřených dveřích krytí až IP67.
Rozvaděče pro řízení strojů jsou nejčastěji kovové skříně, které mimo modulárních přístrojů na DIN lištách umožňují i montáž dalších (větších) přístrojů. Samotné skříně jsou sice univerzální, ale obsah je vždy individuální, navržený přesně podle potřeb ovládaného stroje nebo technologického zařízení. Tyto rozvaděče se konstruují jako samostatně stojící. Příchozí i odchozí kabely jsou často přivedeny spodem. Přímo ve dveřích řídících rozvaděčů jsou zabudované ovladače, kontrolky, displeje řídících přístrojů. Protože tyto rozvaděče jsou určeny do prostor nepřístupných laické veřejnosti, nemají zpravidla za dveřmi další stěnu. Po otevření dveří jsou přímo přístupné přístroje a svorkovnice. Při otevření dveří se zpravidla vypne hlavní vypínač stroje. Tyto rozvaděče se často konstruují se zvýšenou odolností. Mohou být určeny pro umístění ve venkovním prostředí, v prostředí s nebezpečím výbuchu (chemické výrobny) nebo z nerezového plechu (stáčírny nápojů).

## Použití rozvaděčů

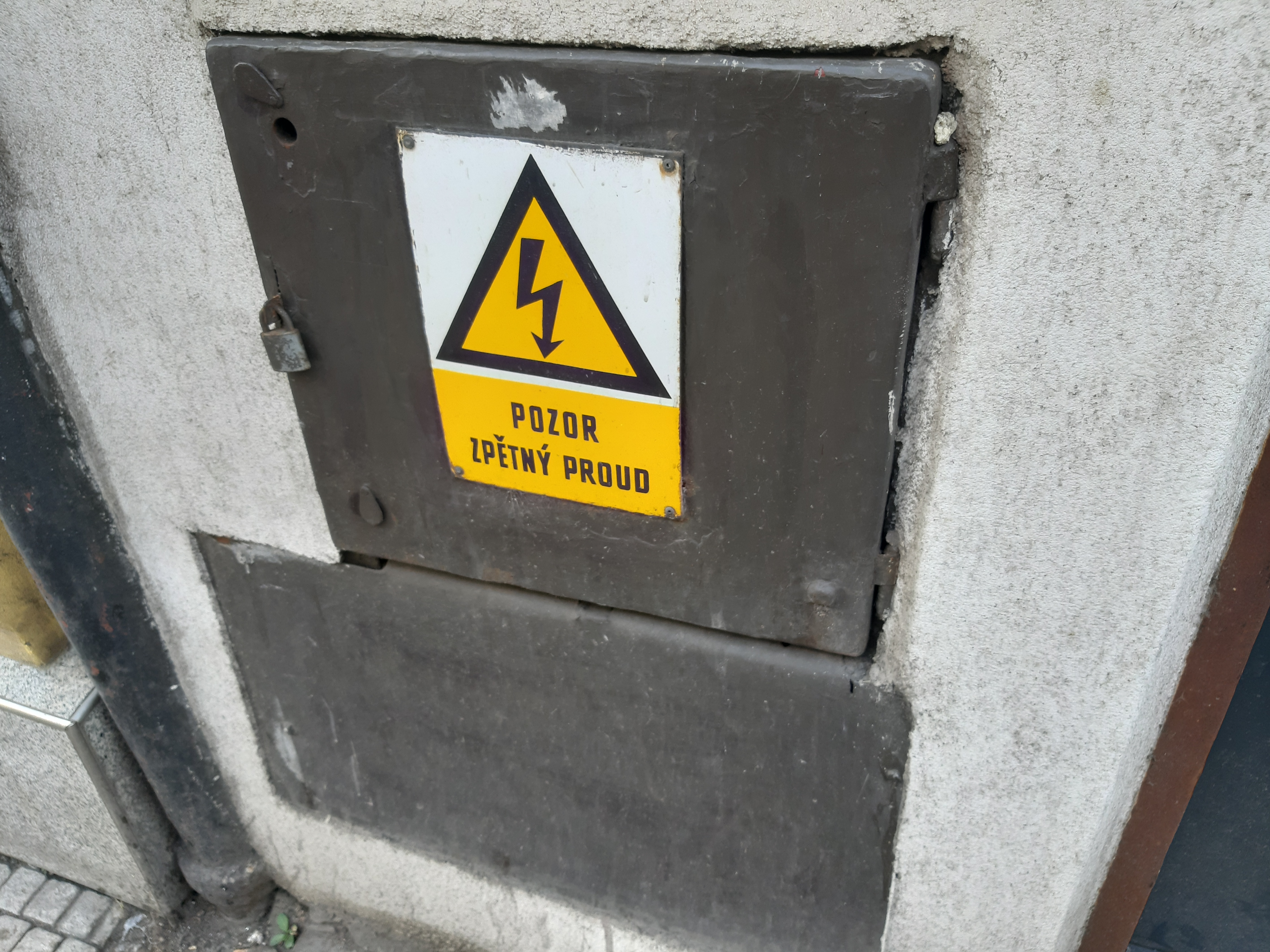
ZPĚTNÝ PROUD: jde o situaci, kdy vypnete napájení rozváděče, „o kterém víte“, ale rozváděč je stále pod napětím, protože je ještě napájen z jiného místa.

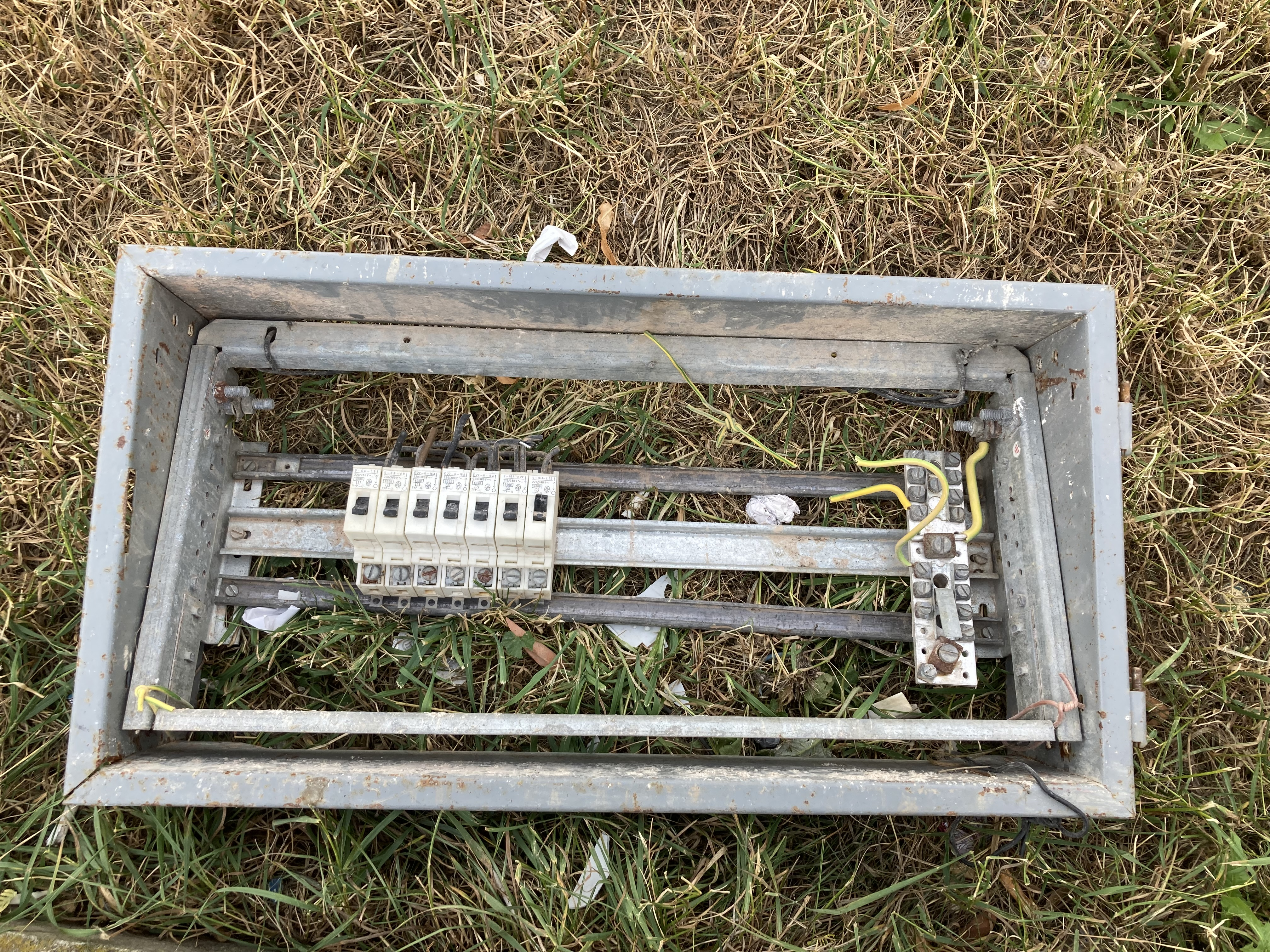
Vložka do rozváděče. Jističe jsou Slovenské, z 80. let

Elektroměrové rozvaděče se umísťují na vstupu přívodního kabelu do bytového nebo kancelářského objektu a slouží k měření odebrané elektrické energie. Konstruují se podle požadavků energetických firem. Podle normy musí být umístěny na veřejně přístupném místě, například v plotě objektu, ve vnější stěně domu, na sloupu, na kterém odbočuje vedení do měřeného objektu. U bytových domů s více byty pak jsou elektroměrové rozvaděče umístěny ve společných prostorách domu. Nejčastěji je společný rozvaděč s více elektroměry vždy na každém podlaží. Elektroměrové rozvaděče smějí obsahovat pouze hlavní jistič (jistič před elektroměrem), elektroměr, poskytnutý energetickou společností a případně přijímač HDO. Prostor připojení kabelů je zakrytován a zaplombován. Smyslem umístění elektroměrových rozvaděčů ve volně přístupných prostorách je pochopitelně možnost odečtu stavu elektroměru i v nepřítomnosti zákazníka.
Bytové rozvaděče a rozvodnice obsahují přístroje nutné k chodu rodinného domu nebo bytu. V provedení modulárních přístrojů pro montáž na DIN-lištu jsou zde umístěny hlavně:
- Jističe
- Proudové chrániče
- 1. a 2. stupeň přepěťové ochrany
- Zvonkové trafo
- Napaječ domovního telefonu
- Spínací hodiny pro ovládání topení
- Stykače a relé
- Řadové svorky pro napojení dalších podružných rozvaděčů

Pokud je v objektu instalována nějaká forma sběrnicového ovládání (KNX/EIB nebo CAN-bus) jsou ovládací a napájecí přístroje sběrnice také v bytovém rozvaděči. Je praktické mít v rozvaděči jednu jednofázovou zásuvku v provedení na DIN-lištu pro případné opravářské práce.
Podružné rozvaděče v bytových objektech jsou často skříně pro montáž na povrch, které obsahují několik jističů a proudových chráničů a na jejich krytu jsou přímo namontovány jednofázové i třífázové zásuvky.